# رابرت رزنیک
رابرت رزنیک (به انگلیسی: Robert Resnick) فیزیک‌دان اهل ایالات متحده آمریکا بود.
در سال ۱۹۴۹ دکتری خود را در رشته فیزیک از دانشگاه جانز هاپکینز دریافت کرد و در دانشگاه پیتسبورگ به تدریس پرداخت. کتاب معروف او با دیوید هالیدی با نام مبانی فیزیک تاکنون بارها تجدید چاپ شده و به بسیاری از زبان‌های دنیا ترجمه‌شده‌است.
انجمن مدرسین فیزیک آمریکا به افتخار هالیدی و رزنیک جایزه سالیانه تدریس برتر خود را بنام آنان کرده.